# United States Australian Football League
La United States Australian Football League ou USAFL ou US Footy est la ligue américaine de football australien. Elle fut conçue en 1996 et organisée pour la première fois en 1997. En 2006, la ligue possédait 40 clubs affiliés, 60 équipes et environ 2 000 joueurs

## Histoire
Le premier match entre deux clubs locaux se fit en 1996 entre les villes de Cincinnati et de Louisville. Cette année, la Mid American Australian Football League fut créée.
En 1997, le premier championnat se fit dans la ville de Cincinnati et l'USAFL fut formée pour contrôler les règles au niveau national tout en gérant les relations entre les différentes ligues affiliées. De nombreux joueurs originaires d'Australie ont permis à ce sport de se développer.

## Clubs américains
| Club                               | Ville                                           | Ligue métropolitaine                                      | Fondation | site officiel |
| ---------------------------------- | ----------------------------------------------- | --------------------------------------------------------- | --------- | ------------- |
| Hawks de l'Arizona                 | Phoenix (Arizona)                               | Arizona Australian Football League                        | 1999      | site officiel |
| Kookaburras d'Atlanta              | Atlanta                                         | Atlanta Metro Footy League                                | 1998      | site officiel |
| Crows d'Austin                     | Austin, Texas                                   |                                                           | 2002      | site officiel |
| Eagles de Baltimore-Washington     | Baltimore, Maryland, Fairfax & Washington, D.C. | Baltimore Washington Eagles Metro Competition             | 1998      | site officiel |
| Tigers de Bâton-Rouge              | Bâton-Rouge, Louisiane                          |                                                           | 2004      | site officiel |
| Demons de Boston                   | Boston (Massachusetts)                          | New England Metropolitan Australian Rules Football League | 1997      | site officiel |
| Dockers de Cincinnati              | Cincinnati (Ohio)                               |                                                           | 1996      | site officiel |
| United de Chicago                  | Chicago (Illinois)                              | Chicago Australian Football Association                   | 1998      | site officiel |
| Jackaroos de Columbus              | Columbus (Ohio)                                 | Columbus Metro Footy League                               | 2008      | site officiel |
| Magpies de Dallas                  | Dallas (Texas)                                  |                                                           | 1998      | site officiel |
| Bulldogs de Denver                 | Denver (Colorado)                               |                                                           | 1998      | site officiel |
| Redbacks de la Floride             | Tampa Bay, Floride                              | Florida Metro Footy League                                | 2003      | site officiel |
| Fighting Squids de Fort Lauderdale | Fort Lauderdale (Floride)                       |                                                           | 2005      | site officiel |
| Roos de Golden Gate                | San Francisco (Californie)                      |                                                           | 1998      | site officiel |
| Lonestars de Houston               | Houston (Texas)                                 |                                                           | 2005      | site officiel |
| Power de Kansas City               | Kansas City (Missouri)                          | Kansas City Metro Footy League                            | 1998      | site officiel |
| Gamblers de Las Vegas              | Las Vegas (Nevada)                              |                                                           | 2005      | site officiel |
| Kings de Louisville                | Louisville (Kentucky)                           |                                                           | 1996      | site officiel |
| Bombers de Milwaukee               | Milwaukee (Wisconsin)                           | Milwaukee Metro Cheddar Cup                               | 1998      | site officiel |
| Freeze du Minnesota                | Minneapolis (Minnesota)                         |                                                           | 2005      | site officiel |
| Kangaroos de Nashville             | Nashville (Tennessee)                           |                                                           | 1997      | site officiel |
| Magpies de New York                | New York                                        | New York Metro Footy League                               | 1998      | site officiel |
| North Carolina Tigers              | Raleigh (Caroline du Nord)                      | North Carolina Metro Footy League                         | 1997      | site officiel |
| Bombers du Comté d'Orange          | Comté d'Orange (Californie)                     | Southern California Australian Football League            | 1998      | site officiel |
| Hawks de Philadelphie              | Philadelphie (Pennsylvanie)                     |                                                           | 1998      | site officiel |
| Power de Portland                  | Portland (Oregon)                               | Portland Metro Footy League                               | 1998      | site officiel |
| Lions de San Diego                 | San Diego (Californie)                          | San Diego Metro Footy League                              | 1997      | site officiel |
| Grizzlies de Seattle               | Seattle (Washington)                            | Seattle Metro Footy League                                | 1998      | officiel      |
| Blues de Saint-Louis               | Saint-Louis (Missouri)                          |                                                           | 1998      | site officiel |

## Anciens clubs
| Club                        | Ville                        |
| --------------------------- | ---------------------------- |
| Overdrive de Détroit        | Détroit (Michigan)           |
| Ironmen de l'Illinois       | Naperville (Illinois)        |
| Eagles/Fire d'Inland Empire | Riverside (Californie)       |
| Crocs de Lehigh Valley      | Bethlehem (Pennsylvanie)     |
| Crows de Los Angeles        | Pasadena (Californie)        |
| Greens de Mojave            | Fort Irwin (Californie)      |
| Scorpions de Phoenix        | Phoenix (Arizona)            |
| Wallabies de Pittsburgh     | Pittsburgh (Pennsylvanie)    |
| Hawks de la Caroline du Sud | Charleston (Caroline du Sud) |
| Saints de Tri-Cities        | Bristol (Tennessee)          |
| Javelinas de Tucson         | Tucson (Arizona)             |

## Financement
L'Australian Football League offre chaque année environ 90 000 dollars australiens à la ligue américaine surtout pour le développement chez les jeunes. La ligue gagne également de l'argent grâce aux contributions des joueurs et des clubs ainsi que dans la vente de produits dérivés.